# Афонин, Серафим Захарович
Серафим Захарович Афонин (30 июня 1935, Павловка, Воронежская область — 28 октября 2014, Москва) — российский государственный деятель, председатель Комитета РФ по металлургии (1993—1996), заслуженный металлург РСФСР и РФ, трижды лауреат премии Правительства СССР и Правительства РФ.

## Биография
В 1954—1958 гг. служил на Тихоокеанском флоте. Заочно окончил Липецкий горно-металлургический техникум и (в 1965) Московский институт стали и сплавов (Липецкий филиал).
- 1958—1978 гг. — Новолипецкий металлургический комбинат: заливщик стали, старший мастер, помощник начальника цеха, зам. главного инженера, гл. сталеплавильщик;
- 1978—1984 гг. — главный сталеплавильщик Министерства черной металлургии СССР;
- 1984—1989 гг. — главный инженер Металлургпрома;
- 1989—1992 гг. — председатель правления Металлургпрома, член Коллегии Министерства металлургии СССР;
- 1992—1996 гг. — заместитель председателя и председатель Комитета РФ по металлургии;
- 1996—1997 гг. — заместитель министра промышленности РФ;

С 1997 г. — президент Союза экспортеров металлопродукции России. Участник 10 конгрессов сталеплавильщиков.
Имел более 150 авторских свидетельств на изобретения, более десяти патентов зарубежных стран. Предложил идеи и внедрил в производство новые технологии управления потоком стали при её непрерывной разливке. Автор книги «Мои полвека в металлургии» (2005).

## Награды и звания
Награждён двумя орденами Трудового Красного Знамени, орденом «За заслуги перед Отечеством» IV степени.
Заслуженный металлург РСФСР и РФ. Дважды лауреат премии Совета Министров СССР. Лауреат премии Правительства РФ (2001).